# 하카니 네트워크
하카니 네트워크(Haqqani network)는 아프가니스탄을 거점으로 활동하는 탈레반 계열의 무장 단체이다. 유엔에서는 테러조직으로 인정하고 있다. 이는 탈레반의 "반자치적" 분파로 간주된다. 아프가니스탄 동부와 파키스탄 북서부 국경 너머에서 가장 활동적이었다.
하카니 네트워크는 1980년대 소련에 맞서 유누스 칼리스의 무자헤딘 세력을 위해 싸웠던 자드란 부족의 근본주의자인 잘랄루딘 하카니에 의해 1970년에 설립되었다. 잘랄루딘 하카니는 2018년에 사망했으며 그의 아들 시라주딘 하카니가 현재 그룹을 이끌고 있다. 하카니 네트워크는 1980년대 레이건 행정부가 CIA 자금을 가장 많이 지원한 반소련 단체 중 하나였다. 전쟁 후반기에 하카니는 오사마 빈 라덴을 포함한 외국 지하디스트들과 긴밀한 관계를 맺어 그의 가장 가까운 멘토 중 한 명이 되었다. 하카니 네트워크는 1995년에 탈레반에 충성을 맹세했으며 그 이후로 점점 더 탈레반의 일원이 되었다. 탈레반과 하카니 지도자들은 탈레반과 다르지 않다며 '네트워크'의 존재를 부인했다. 2012년 미국은 하카니 네트워크를 테러조직으로 지정했다. 2015년 파키스탄은 국가 행동 계획의 일환으로 하카니 네트워크를 금지했다.